# Nikolskoje (rejon sysiercki)
Nikolskoje (ros. Никольское) – wieś (sieło) w Rosji, w obwodzie swierdłowskim, w rejonie sysierckim. W 2010 liczyła 931 mieszkańców.